# Alina Kozich
Alina Yevhenivna Kozich (en ucraniano: Алина Євгенівна Козич; Kiev, 16 de diciembre de 1987) es una deportista ucraniana que compitió en gimnasia artística.
Ganó cinco medallas en el Campeonato Europeo de Gimnasia Artística entre los años 2004 y 2008.
Participó en dos Juegos Olímpicos de Verano, en los años 2004 y 2008 ocupando en Atenas 2004 el cuarto lugar en el concurso individual y el octavo en la prueba de suelo.

## Palmarés internacional
| Campeonato Europeo | Campeonato Europeo         | Campeonato Europeo | Campeonato Europeo   |
| Año                | Lugar                      | Medalla            | Prueba               |
| ------------------ | -------------------------- | ------------------ | -------------------- |
| 2004               | Ámsterdam (Países Bajos)   | Medalla de oro     | Concurso individual  |
| 2004               | Ámsterdam (Países Bajos)   | Medalla de plata   | Concurso por equipos |
| 2007               | Ámsterdam (Países Bajos)   | Medalla de bronce  | Concurso individual  |
| 2007               | Ámsterdam (Países Bajos)   | Medalla de bronce  | Suelo                |
| 2008               | Clermont-Ferrand (Francia) | Medalla de plata   | Barra                |